# Flavio Albanese
Flavio Albanese (Vicenza, 28 settembre 1951) è un progettista e designer italiano. Ha fondato a Vicenza nel 1987 lo studio di architettura Asa Studio Albanese.
Dal 2007 al marzo 2010 è stato direttore della rivista Domus.

## Biografia
Flavio Albanese approda al progetto di architettura dopo un lungo percorso da autodidatta nel campo degli interni e del disegno industriale e manifesta attitudine e interesse verso il restauro edilizio, la riconversione di spazi industriali e i progetti di landscape.
Nel 1987 fonda a Vicenza insieme al fratello Franco lo studio di architettura Asa Studio Albanese, poi Asastudio.
Lo studio di architettura di Albanese ha vinto il concorso per il nuovo aeroporto di Pantelleria, il concorso per l'ampliamento della fiera di Vicenza ed è stato incaricato del progetto di qualificazione architettonica e paesaggistica dell'autostrada attorno a Venezia (Venice Link).
Con il progetto Neores Asastudio è stato segnalato nell’edizione 2003 del Premio Mies van der Rohe.
Nel 2004 e nel 2006 lo studio è stato ospite alla Biennale di Architettura di Venezia e nel 2007 è stato invitato a partecipare al concept per la riqualificazione di Pechino, su masterplan dello studio Office for Metropolitan Architecture di Rem Koolhaas.
Nel maggio del 2007 Albanese succede a Stefano Boeri nella direzione di Domus, prestigiosa rivista d'architettura fondata da Gio Ponti, abbandonando la direzione nel marzo 2010.
Numerosi sono gli incarichi ricoperti nel tempo per istituzioni culturali e produttive.
Albanese è stato membro di giunta di Confindustria Vicenza (1998-2001), del Comitato scientifico di Domus Academy (2004-2005) e del Comitato d’Onore di MIart (2009 e 2010); direttore dell’Officina del Porto di Palermo (2006-2008), vicepresidente del Centro internazionale di studi di architettura Andrea Palladio di Vicenza (2011-2015) e presidente della Fondazione Teatro comunale Città di Vicenza (2010-2016).
È protagonista del quarto capitolo del romanzo autobiografico di Vitaliano Trevisan, capitolo in cui l'autore racconta la sua esperienza professionale come collaboratore del prestigioso studio sul finire degli anni ottanta. Pur non essendo esplicitata né l'identità di Albanese, a cui Trevisan fa riferimento con un anonimo Lui, né dello studio, è facile ricondurre alla sua persona le allusioni e gli indizi, inequivocabile quello riguardante l'ubicazione attuale dello studio nella ex tipografia Rumor.

## Principali realizzazioni
- 1976 Casa T a Marciana Marina (Isola d'Elba)
- 1997 12°Est 36°45' casa a Pantelleria (Trapani)
- 1997 Casa C a Asiago (Vicenza)
- 1998 Associazione Industriali di Schio (Vicenza)
- 1998 Casa MM a Bassano del Grappa (Vicenza)
- 1998 Gioielleria Alfred Philippe a Milano
- 1999 Villa Pilotto a Brendola (Vicenza)
- 1999 Azienda orafa a Vicenza
- 2000 Agripolis Facoltà di Medicina Veterinaria a Padova
- 2001 Fabbrica Neores a Schio (Vicenza)
- 2002 Casa A a Milano
- 2002 Morimondo 17 showroom a Milano
- 2002 Relais Cà Muse a Sovizzo (Vicenza)
- 2002 Ventura XV spazio espositivo a Milano
- 2003 Restauro conservativo di Rocca Pisana a Lonigo (Vicenza)
- 2003 Casa X a Vicenza
- 2003 Cinema Italia a Vicenza
- 2003 Galleria d'Arte Noero a Torino
- 2003 Sede Sonus Faber a Vicenza
- 2003 Studio di registrazione a Milano
- 2004 Casa B a Treviso
- 2004 Casa S a Vicenza
- 2004 Domus Academy a Milano
- 2004 Palazzo Pecorella a Palermo
- 2004 Wine & Bar Restaurant a Bassano del Grappa
- 2005 Palazzo Bonaguro a Vicenza
- 2005 Cantina Bersi Serlini in Franciacorta (Brescia)
- 2005 T Store a Milano
- 2006 Municipio di Grumolo delle Abbadesse
- 2009 Rocco Forte Hotels Verdura Golf Resort Sciacca (AG)
- 2010 Rinascente Store Palermo
- 2014 Nuovi Padiglioni 7 e 8 della Fiera di Vicenza
- 2016 Lindower 22 Berlino
- 2016 Hybrid Tower di Mestre
- 2017 Thom Browne Flagship Store Milano
- 2017 Thom Browne Store Albemarle Street Londra

## Principali progetti in corso
- Verve, Città della Moda a Fiesso d'Artico (VE)
- Agrologic Polo Agroalimentare a Monselice
- Kondolin B Berlino

## Conferenze, corsi e workshop
- 1980 Corso presso la Scuola politecnica federale di Losanna
- 1980 Corso presso l'Art Institute of Chicago
- 1983 Conferenza presso l'Università Yale
- 2005 Corso presso l'Università tecnica di Delft
- 2006 Conferenza presso l'Università della Florida
- 2008 Conferenza presso la Fundacion Proa di Buenos Aires
- 2009 Workshop estivo presso l'Università Iuav di Venezia
- 2010 Workshop estivo presso l'Università Iuav di Venezia